# شوهی تاکیزاوا
شوهی تاکیزاوا (انگلیسی: Shuhei Takizawa؛ زادهٔ ۱۹ ژوئیهٔ ۱۹۹۳) بازیکن فوتبال اهل ژاپن است.